# Francisco de Lugo
Francisco de Lugo (* 1580 in Madrid; † 17. September 1652 in Valladolid) war ein spanischer Theologe und Jesuit.

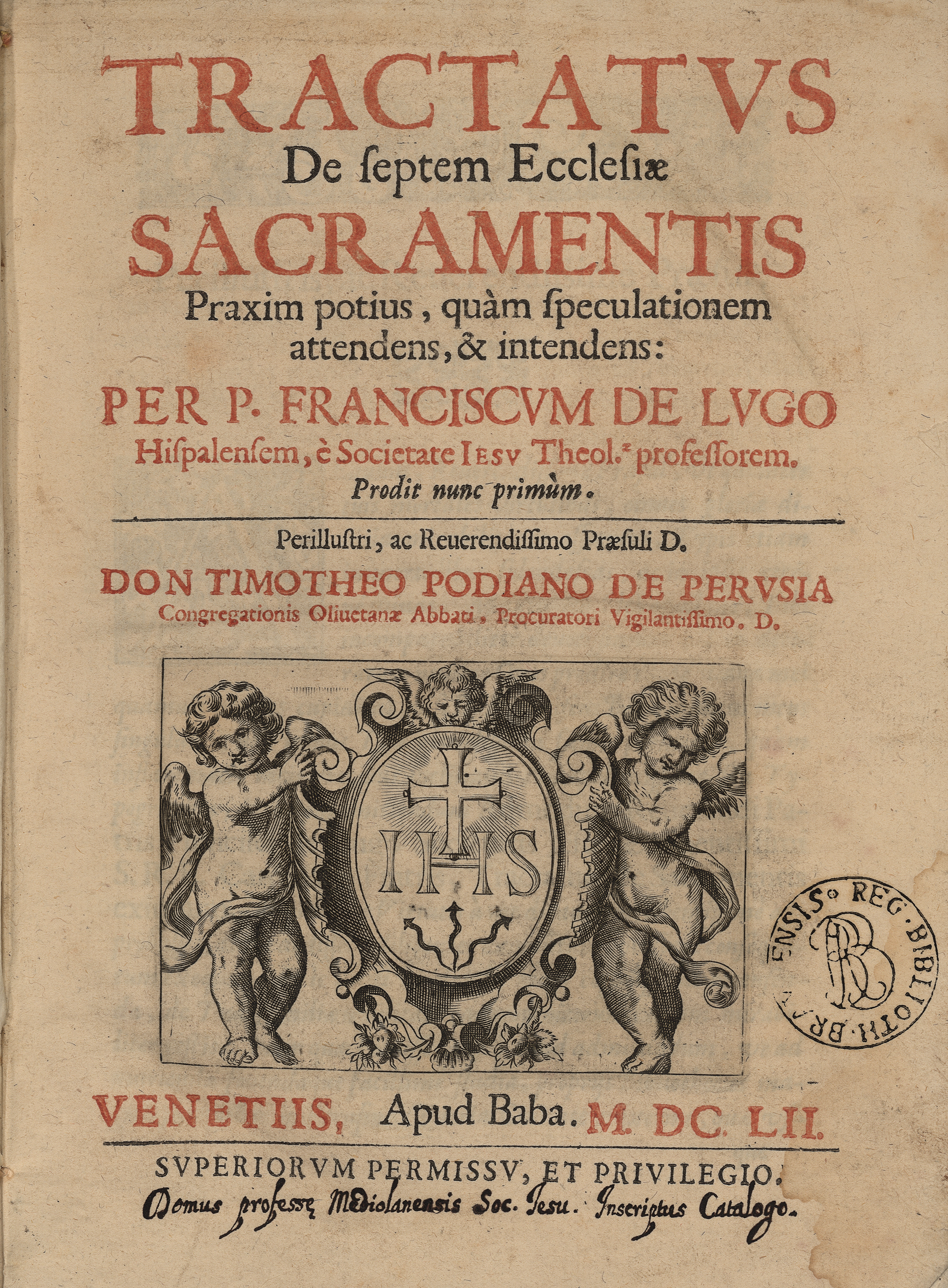
De septem Ecclesiae sacramentis, 1652

## Leben
Francisco de Lugo wurde in Madrid geboren und war der ältere Bruder von Kardinal Juan de Lugo y de Quiroga und wie dieser ein angesehenes Mitglied der Jesuiten, in deren Noviziat von Salamanca er im Jahr eintrat.
Auf seine Bitte um eine Auslandsmission wurde er 1619 in das Neue Königreich Granada geschickt. Dort wurde er, ganz abgesehen von seinem eigenen Wunsch, berufen an der Universidad Javeriana Theologie zu lehren. Im Jahr 1623 wurde er nach Mexiko geschickt. Während dieser Zeit schrieb er mehrere Werke, die nach seiner Rückkehr nach Spanien veröffentlicht wurden. Als er nach Spanien zurückgerufen wurde, segelte er zusammen mit anderen unter dem Schutz der spanischen Flotte. Während der Reise trafen die Spanier auf die Holländer und in dem darauf folgenden Kampf konnte de Lugo sein Leben retten aber der größte Teil seines Kommentars über die vollständige Summa des Hl. Thomas konnte er nicht retten. In der Folge lehrte er sowohl Philosophie als auch Theologie in Spanien, war Zensor von Büchern und Theologe des Generals der Jesuiten in Rom.
Nachdem er zweimal Rektor des College von Valladolid gewesen war, starb er am 17. September 1652 in Valladolid mit dem Ruf, ein guter Theologe und ein heiliger und bescheidener Mann zu sein.

## Schriften
- Theologia scholastica
- Decursus prævius ad theologian moralem
- De septem Ecclesiæ sacramentis, praxim potius quam speculationem, attendens et intendens
- De sacramentis in genere